# Frequenamia quimilica
Frequenamia quimilica är en insektsart som beskrevs av Rauno E. Linnavuori 1959. Frequenamia quimilica ingår i släktet Frequenamia och familjen dvärgstritar. Inga underarter finns listade i Catalogue of Life.